# Giuseppe Ottolenghi
Giuseppe Ottolenghi (Sabbioneta, 26 dicembre 1838 – Torino, 2 novembre 1904) è stato un generale e politico italiano, distintosi durante la seconda e la Terza guerra d'indipendenza italiana, e durante le operazioni di repressione del brigantaggio postunitario, e che ricorpri l'incarico di comandante del XII, del IV e del I Corpo d'armata. Tra il 14 maggio 1902 e il 21 ottobre 1903 ricoprì l'incarico di Ministro della guerra del Regno d'Italia nel governo Zanardelli, e di Senatore del Regno.

## Biografia

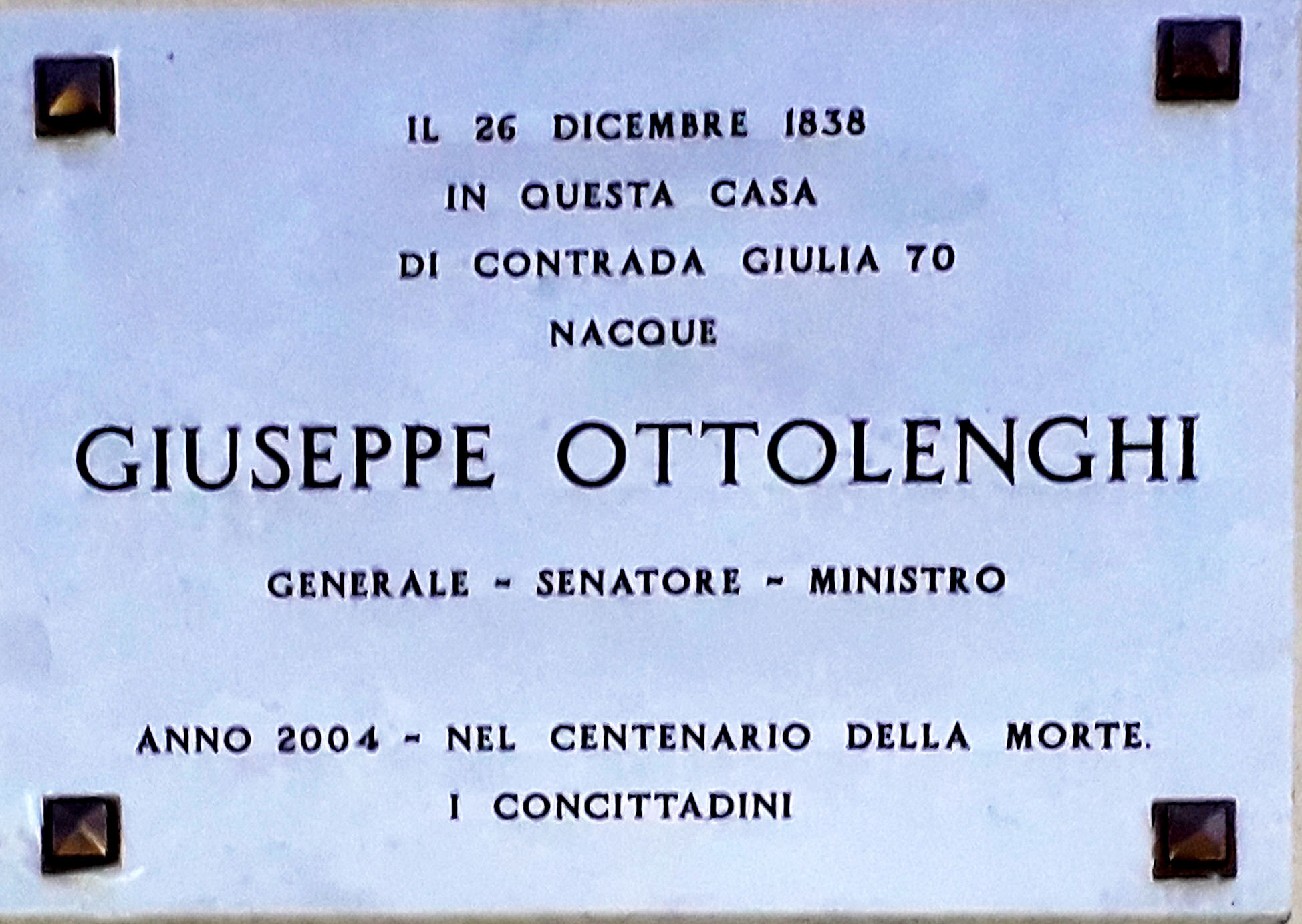
Sabbioneta, lapide a Giuseppe Ottolenghi.

Membro di una nota famiglia ebrea originaria della città tedesca di Ettlingen (Ottolenghi in italiano), che produsse molti rabbini per la comunità ebraica italiana, Giuseppe Ottolenghi nacque a Sabbioneta (provincia di Mantova) il 26 dicembre 1838, figlio di Aronne, di professione negoziante, e della signora Gentilla Ester Forti. Alcuni anni dopo la famiglia, che da parte del padre era originaria di Acqui, ritornò in Piemonte, ed egli proseguì gli studi a Torino, iscrivendosi anche alla locale università. Nell'imminenza dello scoppio della seconda guerra di indipendenza si arruolò volontario nell'armata sarda. Seguì due brevi corsi presso la Regia Accademia Militare e la Scuola normale di fanteria di Ivrea, al termine dei quali, il 27 luglio 1859 ottenne il grado di sottotenente, entrando in servizio presso il 17º Reggimento fanteria "Acqui". L'anno successivo venne promosso tenente, e partecipò alla campagna dell'Italia meridionale dove, il 12 novembre 1860, rimase ferito durante l'assedio di Gaeta, venendo decorato per questo con una Medaglia d'argento al valor militare.
Nel maggio 1861 entrò in servizio presso il Corpo di Stato maggiore rimanendovi successivamente come addetto all'Ufficio superiore e allo Stato maggiore delle truppe fino al 1871. Durante questo periodo, il 12 marzo 1863, ottenne la promozione a capitano. Distaccato presso il VI Corpo d'armata di Napoli, durante le operazioni di repressione del brigantaggio rimase due volte ferito, e il 30 maggio 1864 durante uno scontro a Sant'Ilario Calabro, ebbe il cavallo ucciso sotto di lui mentre con una colonna mista di fanteria e cavalleria scortava il suo comandante. Lo scontro si concluse con la definitiva eliminazione di una delle bande che avevano partecipato all'agguato, e questo fatto gli valse la concessione di una seconda Medaglia d’argento al valor militare. Durante la terza guerra d'indipendenza fu addetto allo Stato maggiore della 3ª Divisione al comando dal generale Filippo Brignone.
Durante la battaglia di Custoza, il 24 giugno, in località Monte Croce, visto che il generale Brignone si trovava in una situazione di pericolo, di sua iniziativa si pose al comando dei carabinieri e delle guide addetti al comando, andando alla carica del nemico e respingendolo. Per questa azione fu decorato della Croce di Cavaliere dell'Ordine militare di Savoia. La stima di cui godeva all'interno dello Stato maggiore ebbe conferma nell'estate 1869, quando venne prescelto per assistere alle grandi manovre dell'esercito francese, le ultime del Secondo Impero, che si tenevano quell'anno a Châlons. Durante la guerra franco-prussiana fu attaché militare presso l'esercito francese.
Nell'agosto 1871 divenne insegnante titolare di storia e arte militare presso la Regia Accademia Militare di Fanteria e Cavalleria di Modena. Promosso maggiore il 9 novembre 1872, fu destinato al 62º Reggimento fanteria, di stanza in Sicilia, espletando il necessario periodo di comando previsto per gli ufficiali di Stato maggiore. Ritornò a Modena nel 1873, riprendendo il precedente incarico, dando alle stampe, presso la Tipografia sociale, i due volumi di Tattica ed operazioni speciali destinati agli allievi dell'Accademia.
Nel dicembre dello stesso anno fu trasferito a Torino in qualità di addetto allo Stato Maggiore del locale comando generale, e il 25 febbraio 1877 convolò a giuste nozze con la signora Elisa Lea Segre. In quello stesso anno divenne Capo di stato maggiore della 2ª Divisione territoriale di Alessandria, e ottenne la promozione a tenente colonnello. Dall'aprile 1879 entrò a far parte della Commissione internazionale incaricata, dopo lo svolgimento del Congresso di Berlino, di fissare i confini fra il Regno del Montenegro e l'Impero ottomano, svolgendo tale incarico sino alla fine del 1880. Nel giugno 1881, promosso colonnello, assunse il comando del 27º Reggimento fanteria "Pavia", che mantenne per circa un anno, passando nel novembre 1882 al comando quello del neocostituito 4º Reggimento alpini a Torino.
Nel 1884 ritornò al Corpo di Stato maggiore, dapprima come addetto dapprima al II Corpo d'armata di Genova, passando nel 1886 presso la direzione del I Corpo d'armata di Torino.
L'8 aprile 1888 assunse il comando della Brigata Re, di stanza a Roma, con il grado di colonnello brigadiere, ricevendo il giorno 14 dello stesso mese la promozione  a maggiore generale. Durante la sua permanenza nella Capitale, venne prescelto da Re Umberto I a svolgere l'incarico di insegnante di materie militari del principe ereditario Vittorio Emanuele.  Il rapporto tra lui e il futuro sovrano proseguì tra il 1891 e 1892 quando, trasferita la Brigata Re a Napoli, il principe assunse il comando del 1º Reggimento fanteria.
Nel gennaio 1895 fu elevato al rango di tenente generale, e fu trasferito a Torino in qualità di comandante della locale Divisione militare territoriale, incarico che mantenne sino al suo trasferimento a Palermo nel luglio 1899, dove assunse il comando del XII Corpo d'armata. Il 16 aprile 1902 assunse il comando del IV Corpo d'armata, mantenendolo per solo un mese. Il 14 maggio fu nominato Ministro della guerra nel governo liberale presieduto da Giuseppe Zanardelli, sostituendo Coriolano Ponza di San Martino . L'ingresso nel governo comportò la contemporanea nomina a Senatore del Regno.
Le ristrettezze del bilancio governativo non gli permisero di realizzare i suoi piani per l'ammodernamento dell'esercito, soprattutto in materia di reclutamento e di organico, ma ebbe il merito di snellire il funzionamento del ministero decentrando molte delle incombenze ai comandi di armata e di corpo d'armata, accelerò le carriere degli ufficiali subalterni con la promozione a capitano di 400 tenenti soprannumerari, fissò i nuovi organici dei farmacisti degli ospedali militari, e formò le prime compagnie sciatori nei reggimenti alpini portando avanti l'opera di modernizzazione avviata dal suo predecessore Ponza di San Martino.
Dopo le dimissioni del Governo Zanardelli, formalizzate il 21 ottobre 1903, venne collocato a disposizione per breve tempo, assumendo il comando del I Corpo d'armata di Torino il 1º dicembre dello stesso anno. Mantenne tale incarico fino alla sua morte, avvenuta improvvisamente a Torino il 2 novembre 1904 per un attacco cardiaco. Fu sepolto a cura dell'Università Israelitica della città. Era il padre dell'assicuratore Carlo Ottolenghi.

## Pubblicazioni
- Tattica ed operazioni speciali, Tipografia sociale, Modena, 1873.

### Annotazioni
1. ↑  Primo ufficiale di religione ebraica ad esservi ammesso.
2. ↑  Tali incarichi erano considerati di particolare importanza visti i rapporti esistenti in quel momento con la Francia.
3. ↑  Si trattava del primo militare di religione ebraica a raggiungere il grado di generale.
4. ↑  Alcuni dei provvedimenti da lui messi allo studio vennero poi realizzati dai suoi successori.

### Fonti
1. 1 2 3 4  Lorenzini 2017, p. 119.
2. ↑  Lorenzini 2017, p. 206.
3. 1 2 3 4 5 6 7 8 9 10 11 12 13 14 15 16 17 18 19 20 21   OTTOLENGHI, Giuseppe in "Dizionario Biografico", su treccani.it.
4. 1 2 3 4 5 6 7 8 9 10  Jewish Encyclopedia.
5. ↑  Lorenzini 2017, p. 235.
6. ↑  Molinari 1991, p. 72.
7. ↑  Pezzana 2008, p. 239.
8. Le onorificenze della Repubblica Italiana, su quirinale.it.
9. ↑   Le onorificenze della Repubblica Italiana, su quirinale.it.